# Síndrome de Kocher-Debré-Semelaigne
El síndrome de Kocher-Debré-Semelaigne es una enfermedad rara de niños caracterizada por hipotiroidismo  moderado o severo de larga duración asociado a una pseudohipertrofia muscular o aumento de la masa muscular por aumento de volumen de los tejidos intersticiales pero con atrofia de células musculares con la subsecuente miotonia.
Aunque el síndrome fue reportado inicialmente por Emil Theodor Kocher (1892) fueron Robert Debré y Georges Semelaigne quienes lo describieron más ampliamente en 1935 destacando la asociación entre el problema endocrino y  el trastorno muscular.
Los pacientes, generalmente niños entre los 18 meses y los 10 años, presentan signos clínicos del hipotiroidismo o manifestaciones típicas de cretinismo, incluyendo: disminución de la actividad y aumento del sueño, dificultad en la alimentación y estreñimiento, ictericia prolongada, facies mixedematosa, fontanelas grandes (especialmente las posteriores), macroglosia, abdomen distendido con hernia umbilical, e hipotonía. La pseudohipertrofia afecta a los músculos de extremidades, cinturas, tronco, manos y pies, siendo más prominente en las extremidades lo que conlleva un aspecto atlético del paciente.
Se desconoce la fisiopatología de la afección pero se ha propuesto que la pseudohipertrofia muscular puede ser el resultado de un hipotiroidismo de larga duración. El síndrome puede presentarse con todas las formas de hipotiroidismo.
El diagnóstico se basa en los signos clínicos y en los cambios miopáticos. El tratamiento se basa en suplementos tiroideos con el cual pueden revertirse la pseudohipertrofia y los síntomas clínicos complementado con medidas para la rehabilitación consistentes en terapia física, ejercicio dirigido moderado y terapia ocupacional, entre otros.
En adultos una afección similar se denomina síndrome de Hoffman.

## Tratamiento
La hipertrofia muscular y otros síntomas son reversibles con levotiroxina.